# TiVulandia 2
TiVulandia 2 è una raccolta di sigle dei cartoni animati del 1994, ristampa su CD della celebre collana omonima degli anni ottanta, ad opera dell'etichetta discografica BMG/Ricordi.
L'album, pubblicato a distanza di dieci anni esatti dall'ultimo LP della serie, è il secondo di cinque ristampe (tra il 1994 ed il 2003) delle sigle più famose degli anime giapponesi trasmessi dalle reti RAI e Syndication generando, in qualche modo, una sorta di riscoperta e di revival del genere.
La track list non rispecchia la stessa della versione in vinile, ma include molte sigle mai stampate su CD fino a quel momento.
Il CD è stato ristampato nel 2000 come parte della Linea Kids con una traccia aggiuntiva.
È stata pubblicata anche una versione di questo CD per la Yamato Video con copertina diversa ma identica scaletta e numero di catalogo.

## Tracce
1. Superobots – Il grande Mazinger (testo: Franco Migliacci – musica: Fabio Massimo Cantini)
2. Superobots – Jeeg Robot (testo: Paolo Lepore, Marcello Casco e Paolo Moroni – musica: Michiyaki Watanabe)
3. Superobots – Daltanious (testo: Franco Migliacci – musica: Fabio Massimo Cantini)
4. Superobots – Trider G7 (testo: Franca Evangelisti – musica: Franco Micalizzi)
5. Spectra – Ken il guerriero (testo: Lucio Macchiarella – musica: Claudio Maioli)
6. Rocking Horse – Toriton (testo: Lucio Macchiarella – musica: Aldo Tamborelli)
7. Sara Kappa – Capitan Jet (testo: Ugo Caldari – musica: Koshibe Nobuyoshi)
8. Eurokids – Goal! (testo: Paolo Dossena e Gordon Faggetter – musica: Luigi Lopez)
9. Nico Fidenco – Sam, il ragazzo del west (testo: Nico Fidenco – musica: Nico Fidenco)
10. Superobots – Ken Falco (testo: Vito Tommaso – musica: Vito Tommaso)
11. Superobots – Blue Noah (testo: Franco Migliacci – musica: Aldo Tamborelli, Douglas Meakin)
12. Le Mele Verdi – Pat, la ragazza del baseball (testo: Loriana Lana – musica: Claudio Maioli)
13. Georgia Lepore – Peline Story (testo: Amerigo Cassella – musica: Vito Tommaso)
14. I Cavalieri del Re – La spada di King Arthur (testo: Riccardo Zara – musica: Riccardo Zara)
15. I Cavalieri del Re – Lady Oscar (testo: Riccardo Zara – musica: Riccardo Zara)
16. I Mostriciattoli – Carletto e i Mostri (testo: Franco Migliacci – musica: Asei Kobayashi)
17. I Mostriciattoli – Che paura mi fa (testo: Franco Migliacci – musica: Mauro Goldsand, Aldo Tamborelli)
18. Georgia Lepore – Tyltyl, Mytyl e l'uccellino azzurro (testo: Lucio Macchiarella – musica: Mike Fraser, Douglas Meakin)